# Vuillecin
Vuillecin település Franciaországban, Doubs megyében. Lakosainak száma 669 fő (2022. január 1.). Vuillecin Bugny, Arçon, Dommartin, Doubs és Val-d’Usiers községekkel határos.

## Népesség
A település népessége az elmúlt években az alábbi módon változott:
| Lakosok száma | 178  | 405  | 441  | 564  | 593  | 629  | 641  | 637  | 648  | 669  |
|               | 1968 | 1982 | 1990 | 2006 | 2013 | 2015 | 2017 | 2019 | 2020 | 2022 |